# Bahnstrecke Boden–Tornio
| Abzweig geradeaus und von rechts                                                |                 | von Luleå und von Stockholm                           | von Luleå und von Stockholm                           |
| Bahnhof                                                                         | 1144,375        | Boden                                                 | Boden                                                 |
| Dienststation / Betriebs- oder Güterbahnhof                                     | 1148,262        | Buddbyn                                               | Buddbyn                                               |
| Abzweig geradeaus und nach links                                                |                 | nach Narvik                                           | nach Narvik                                           |
| Dienststation / Betriebs- oder Güterbahnhof                                     | 1163,421        | Hundsjö                                               | Hundsjö                                               |
| ehemaliger Haltepunkt / Haltestelle                                             | 1170,561        | Degerselet                                            | Degerselet                                            |
| Brücke über Wasserlauf                                                          |                 | Råneälven                                             | Råneälven                                             |
| Dienststation / Betriebs- oder Güterbahnhof                                     | 1176,360        | Niemisel (ehem. Personenhalt)                         | Niemisel (ehem. Personenhalt)                         |
| ehemaliger Bahnhof                                                              | 1182,000        | Mjöträsk                                              | Mjöträsk                                              |
| Dienststation / Betriebs- oder Güterbahnhof                                     | 1183,762        | Bjurå                                                 | Bjurå                                                 |
| ehemaliger Bahnhof                                                              | 1193,257        | Avafors (ehem. Personenhalt)                          | Avafors (ehem. Personenhalt)                          |
| Dienststation / Betriebs- oder Güterbahnhof                                     | 1196,364        | Gåsträsken                                            | Gåsträsken                                            |
| Dienststation / Betriebs- oder Güterbahnhof                                     | 1211,694        | Sågbäcken                                             | Sågbäcken                                             |
| Dienststation / Betriebs- oder Güterbahnhof                                     | 1217,6730,000   | Morjärv (ehem. Personenhalt)                          | 37,1 m.ö.h.                                           |
| Brücke über Wasserlauf                                                          |                 | Morjärvträsket                                        | Morjärvträsket                                        |
| Abzweig geradeaus und ehemals nach links · Strecke von rechts (außer Betrieb)   |                 | alte Strecke außer Betrieb                            | alte Strecke außer Betrieb                            |
| Dienststation / Betriebs- oder Güterbahnhof · Strecke (außer Betrieb)           | 8,353           | Bruksberget                                           | Bruksberget                                           |
| Dienststation / Betriebs- oder Güterbahnhof · Strecke (außer Betrieb)           | 19,734          | Kosjärv                                               | Kosjärv                                               |
| Dienststation / Betriebs- oder Güterbahnhof · Strecke (außer Betrieb)           | 28,092          | Rian                                                  | Rian                                                  |
| Tunnel · Strecke (außer Betrieb)                                                |                 | Falkberget-Tunnel (332 m)                             | Falkberget-Tunnel (332 m)                             |
| Brücke über Wasserlauf · Brücke über Wasserlauf (Strecke außer Betrieb)         |                 | Kalixälven                                            | Kalixälven                                            |
| Strecke · Haltepunkt / Haltestelle (Strecke außer Betrieb)                      | 1222,800        | Övermorjärv                                           | Övermorjärv                                           |
| Strecke · Haltepunkt / Haltestelle (Strecke außer Betrieb)                      |                 | Räktjärv                                              | 46,0 m.ö.h.                                           |
| Strecke · Haltepunkt / Haltestelle (Strecke außer Betrieb)                      | 1235,200        | Östra Flakaträsk                                      | 54,3 m.ö.h.                                           |
| Strecke · Tunnel (Strecke außer Betrieb)                                        |                 | Tunnel (92 m)                                         | Tunnel (92 m)                                         |
| Strecke · Bahnhof (Strecke außer Betrieb)                                       | 1246,809        | Vitvattnet                                            | 108,1 m.ö.h.                                          |
| Strecke · Haltepunkt / Haltestelle (Strecke außer Betrieb)                      | 1250,700        | Bodträsk                                              | 77,5 m.ö.h.                                           |
| Strecke · Brücke über Wasserlauf (Strecke außer Betrieb)                        |                 | Storträskälven                                        | Storträskälven                                        |
| Strecke · Brücke über Wasserlauf (Strecke außer Betrieb)                        |                 | Kukasjoki                                             | Kukasjoki                                             |
| Strecke · Bahnhof (Strecke außer Betrieb)                                       | 1263,772        | Lappträsk                                             | Lappträsk                                             |
| Strecke · Brücke über Wasserlauf (Strecke außer Betrieb)                        |                 | Haukijoki                                             | Haukijoki                                             |
| Strecke · Bahnhof (Strecke außer Betrieb)                                       | 1271,600        | Kärrbäck                                              | 40,0 m.ö.h.                                           |
| Strecke · Brücke über Wasserlauf (Strecke außer Betrieb)                        |                 | Kärresjoki                                            | Kärresjoki                                            |
| Strecke · Brücke über Wasserlauf (Strecke außer Betrieb)                        |                 | Vuomajoki                                             | Vuomajoki                                             |
| Strecke · Bahnhof (Strecke außer Betrieb)                                       | 1279,600        | Karhuvaara/Tossa                                      | 37,5 m.ö.h.                                           |
| Strecke · Abzweig geradeaus, nach links und von links (Strecke außer Betrieb)   |                 | von Övertorneå                                        | von Övertorneå                                        |
| Strecke · Bahnhof (Strecke außer Betrieb)                                       | 1284,749        | Karungi                                               | 27,1 m.ö.h.                                           |
| Strecke · Haltepunkt / Haltestelle (Strecke außer Betrieb)                      | 1285,70         | Stoppställe (nur Schüler, bis 26. Mai 1963)           | Stoppställe (nur Schüler, bis 26. Mai 1963)           |
| Strecke · Haltepunkt / Haltestelle (Strecke außer Betrieb)                      | 1288,50         | Övre Kukkola (Stoppställe nur für Schüler,            | Övre Kukkola (Stoppställe nur für Schüler,            |
| Strecke · Strecke (außer Betrieb)                                               |                 | 1949–15. Juni 1951, dann „hpr“ bis 26. Mai 1963)      | 1949–15. Juni 1951, dann „hpr“ bis 26. Mai 1963)      |
| Strecke · Bahnhof (Strecke außer Betrieb)                                       | 1291,260        | Lomkärr (1. Dez. 1918–30. Mai 1976)                   | 28,4 m.ö.h.                                           |
| Strecke · Haltepunkt / Haltestelle (Strecke außer Betrieb)                      | 1292,043        | Stoppställe (zeitweise nur Schüler 1949–12. Mai 1968) | Stoppställe (zeitweise nur Schüler 1949–12. Mai 1968) |
| Strecke · Haltepunkt / Haltestelle (Strecke außer Betrieb)                      | 1294,270        | Kukkolaforsen (1928–15. Sept. 1980)                   | Kukkolaforsen (1928–15. Sept. 1980)                   |
| Strecke · Haltepunkt / Haltestelle (Strecke außer Betrieb)                      | 1298,600        | Övre Vojakkala                                        | 13,7 m.ö.h.                                           |
| Strecke · Strecke (außer Betrieb)                                               |                 | (1936–1948 Vojakkala, dann „hpr“ bis 12. Mai 1968)    | (1936–1948 Vojakkala, dann „hpr“ bis 12. Mai 1968)    |
| Strecke · Bahnhof (Strecke außer Betrieb)                                       | 1300,374        | Bäverbäck (1. Dez. 1918–12. Juni 1968)                | Bäverbäck (1. Dez. 1918–12. Juni 1968)                |
| Strecke · Haltepunkt / Haltestelle (Strecke außer Betrieb)                      | 1301,900        | Nedre Vojakkala („hpr“ 1948–31. Mai 1987)             | Nedre Vojakkala („hpr“ 1948–31. Mai 1987)             |
| Strecke · Haltepunkt / Haltestelle (Strecke außer Betrieb)                      | 1304,200        | Mattila (1. Dez. 1918–1958)                           | Mattila (1. Dez. 1918–1958)                           |
| Strecke · Haltepunkt / Haltestelle (Strecke außer Betrieb)                      | 1306,990        | Granvik                                               | Granvik                                               |
| Strecke · Blockstelle (Strecke außer Betrieb)                                   | 13100           | Kiesgrube                                             | Kiesgrube                                             |
| Haltepunkt / Haltestelle · Strecke (außer Betrieb)                              | 36,420          | Kalix C (Kalix västra)                                | Kalix C (Kalix västra)                                |
| Abzweig geradeaus und ehemals von rechts · Strecke (außer Betrieb)              |                 | Kalix industriområde                                  | Kalix industriområde                                  |
| Dienststation / Betriebs- oder Güterbahnhof · Strecke (außer Betrieb)           | 38,560          | Kalix (Kalix östra)                                   | Kalix (Kalix östra)                                   |
| Dienststation / Betriebs- oder Güterbahnhof · Strecke (außer Betrieb)           | 42,120          | Bredviken                                             | Bredviken                                             |
| Strecke von links · Abzweig geradeaus und nach rechts · Strecke (außer Betrieb) |                 |                                                       |                                                       |
| ehemaliger Bahnhof · Strecke · Strecke (außer Betrieb)                          |                 | Karlsborg                                             | Karlsborg                                             |
| Betriebsstelle Streckenende · Strecke · Strecke (außer Betrieb)                 |                 | Karlsborgsbruk                                        | Karlsborgsbruk                                        |
| Dienststation / Betriebs- oder Güterbahnhof · Strecke (außer Betrieb)           | 50,283          | Stensundberget                                        | Stensundberget                                        |
| Strecke mit Straßenbrücke · Strecke (außer Betrieb)                             |                 | Grünbrücke (25 m)                                     | Grünbrücke (25 m)                                     |
| Dienststation / Betriebs- oder Güterbahnhof · Strecke (außer Betrieb)           | 66,113          | Vuonoskogen                                           | Vuonoskogen                                           |
| Dienststation / Betriebs- oder Güterbahnhof · Strecke (außer Betrieb)           | 74,733          | Keräsjoki                                             | Keräsjoki                                             |
| Abzweig geradeaus und ehemals von links · Strecke nach rechts (außer Betrieb)   | 1310,671        | alte Strecke außer Betrieb                            | alte Strecke außer Betrieb                            |
| Bahnhof                                                                         | 85,783888,100   | Haparanda                                             | 11,4 m.ö.h.                                           |
| Abzweig geradeaus und ehemals nach links · Strecke von rechts (außer Betrieb)   |                 |                                                       |                                                       |
| Strecke · Kopfbahnhof Streckenende (Strecke außer Betrieb)                      |                 | Haparanda hamn (1915 bis 1919)                        | Haparanda hamn (1915 bis 1919)                        |
| Grenze auf Brücke über Wasserlauf                                               | 887,236         | Torne älv, Schweden / Finnland                        | Torne älv, Schweden / Finnland                        |
| Blockstelle                                                                     | 1312,300        | Röyttä (Eisenwerk Torneå ab 1930)                     | Röyttä (Eisenwerk Torneå ab 1930)                     |
| Dienststation / Betriebs- oder Güterbahnhof                                     | 1314,100884,700 | Tornio /Torneå (ehem. Personenhalt)                   | Tornio /Torneå (ehem. Personenhalt)                   |
| Abzweig geradeaus, nach rechts und von rechts                                   |                 | nach Oulu                                             | nach Oulu                                             |
| Strecke                                                                         |                 | nach Kolari                                           | nach Kolari                                           |

Die Bahnstrecke Boden–Tornio ist eine elektrifizierte Eisenbahnstrecke in Schweden und Finnland. Sie verläuft von Boden über Haparanda nach Tornio. 2012 wurde eine neue Streckenführung zwischen Morjärv und Haparanda eröffnet, welche die Trasse der ehemaligen Zweigstrecke von Morjärv nach Karlsborgsbruk nahezu komplett einbezieht.
Der Abschnitt von Haparanda zum finnischen Tornio hat ein Vierschienengleis mit Normal- und Russischer Breitspur.

## Geschichte

### Ursprüngliche Strecke
Die erste Strecke wurde in Abschnitten von 1900 bis 1919 zwischen Schweden und dem damaligen Großfürstentum Finnland, Teil des Russischen Reichs, errichtet. Sie ist eine so genannte Mellanriksbana. Dies waren Strecken, die Norwegen und Schweden oder Schweden und Finnland verbanden.
Die Eröffnung der einzelnen Abschnitte erfolgte:
- Boden–Niemisel (32 km) am 1. Oktober 1900 (prov. Güterverkehr seit Winter 1899/1900)
- Niemisel–Morjärv (41 km) am 1. August 1902
- Morjärv–Lappträsk (46 km) Güterverkehr am 1. Dezember 1910 / Personenverkehr am 15. Dezember 1910
- Lappträsk–Karungi (21 km) am 1. Juli 1913
- Karungi–Jylhäkoski (12 km) prov. Güterverkehr am 27. April 1915
- Jylhäkoski–Vojakkala (4 km) prov. Güterverkehr am 5. Mai 1915
- Vojakkala–Haparanda (10 km) prov. Güterverkehr am 17. Mai 1915
Ein prov. Personenverkehr auf dem Abschnitt Karungi–Haparanda begann am 18. Juni 1915, die offizielle Betriebsaufnahme erfolgte dann am 1. Dezember 1918.
- Haparanda–Haparanda hamn (1 km) prov. Güterverkehr am 18. Juni 1915 / prov. Personenverkehr am 21. Januar 1916
Der Zugbetrieb wurde auf dem Abschnitt Karungi–Haparanda hamn anfangs von der Baugesellschaft Statens Järnvägsbyggnader (SJB) durchgeführt, erst ab dem 5. Dezember 1915 erfolgte der Zugbetrieb durch die SJ.
- Haparanda–Tornio am 6. Oktober 1919

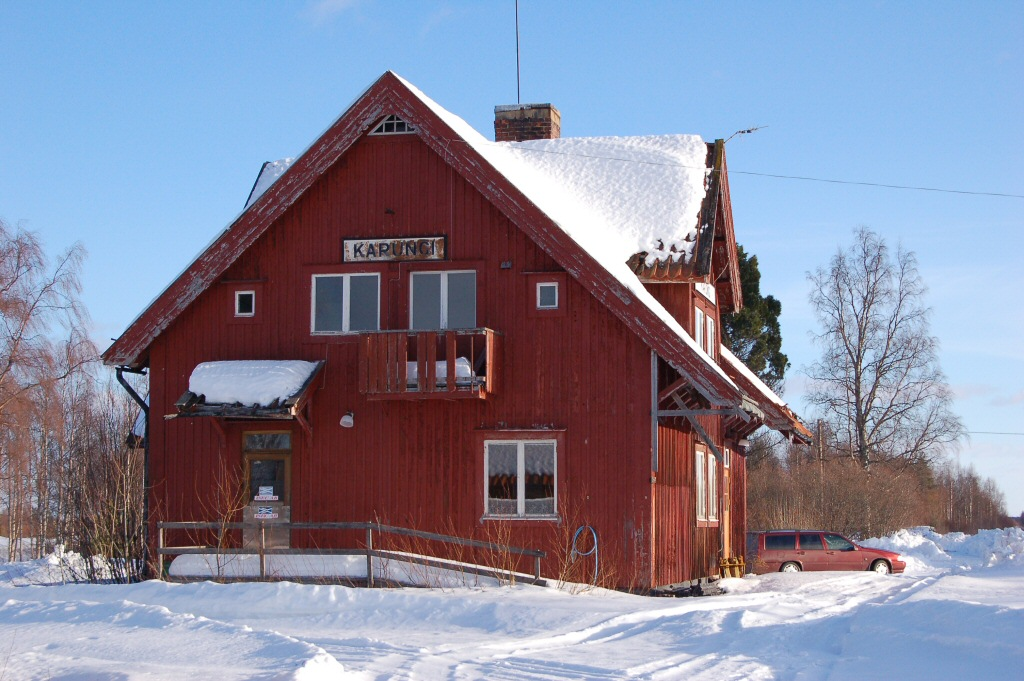
Bahnhof Karungi

Wegen der Grenzkontrolle und weil alle Reisenden wegen des Spurwechsels umsteigen mussten, war das Empfangsgebäude in Haparanda eines der größten in Schweden.

#### Zweiter Weltkrieg
Während des Zweiten Weltkriegs war das Verkehrsaufkommen auf der Strecke am höchsten. Freiwillige reisten zum Winterkrieg, finnische Kinder kamen nach Schweden und das schwedische Militär überwachte den Verkehr. Die Bahn war wichtig für die Versorgung Finnlands während des Krieges, da sie die einzige Eisenbahnverbindung zu einem neutralen Land war.

#### Einstellung des Verkehrs und Nachnutzung
Am 17. August 1992 stellten die SJ den Reisezugverkehr auf der Strecke zwischen Boden, Haparanda und Tornio ein. Die Trasse der alten Haparandabahn sollte ab 2012 noch zwei Jahre betriebsbereit erhalten werden. In offiziellen schwedischen Quellen tauchte schon 2013 der Hinweis auf, dass die Unterhaltung der Strecke aufgehört hatte und der Betrieb eingestellt wurde.
Der Streckenabschnitt zwischen Morjärv und Haparanda war mit 93 km die längste Draisinenstrecke Schwedens. Ausgangspunkt war der Bahnhof Vitvattnet. Von dort aus konnten die 30 km bis Morjärv oder die 63 km bis Haparanda befahren werden. Aufgrund von Überwucherung wurde der Draisinen-Verleih eingestellt.

### Abzweig Morjärv–Karlsborgsbruk

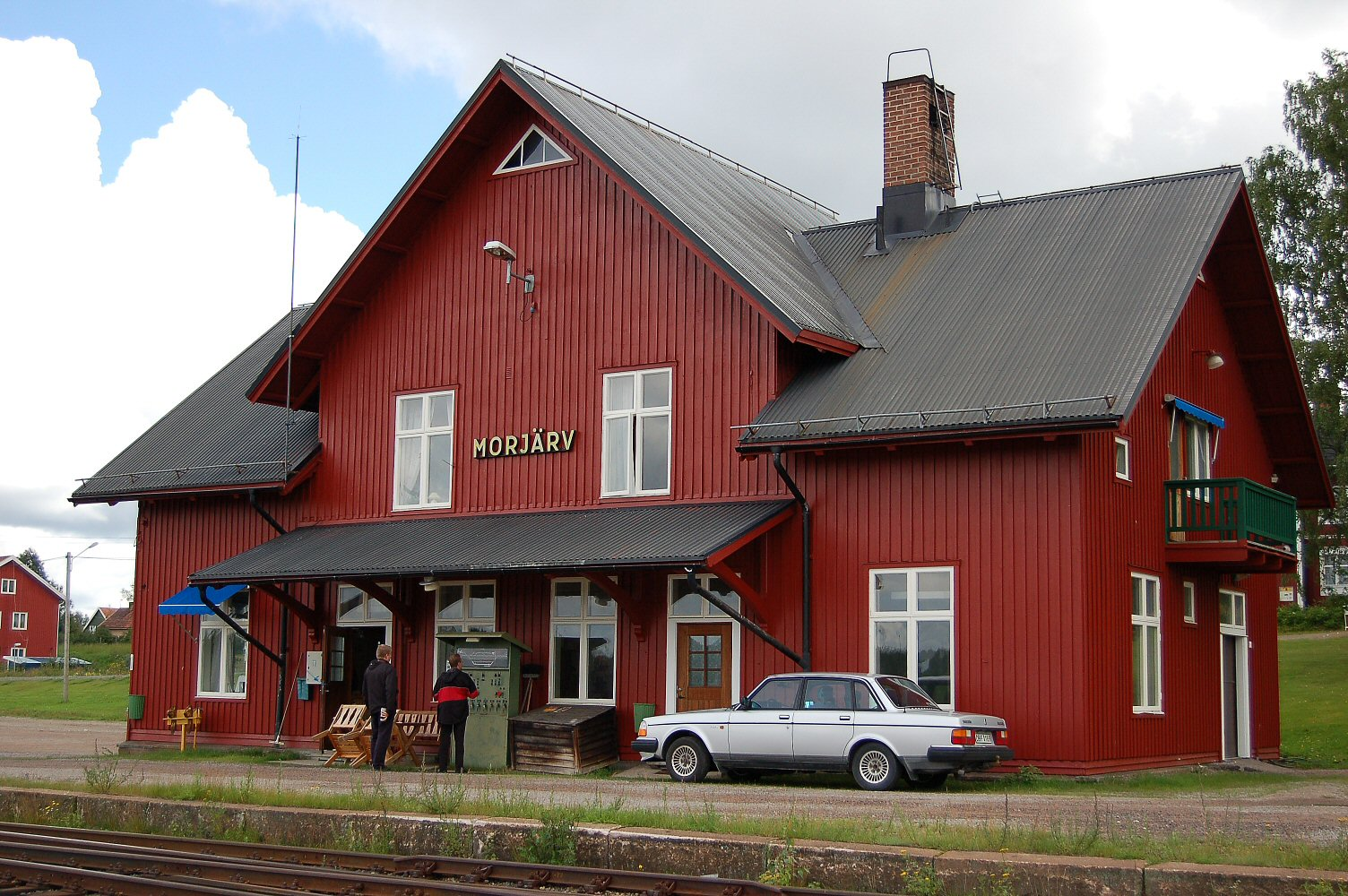
Bahnhof Morjärv

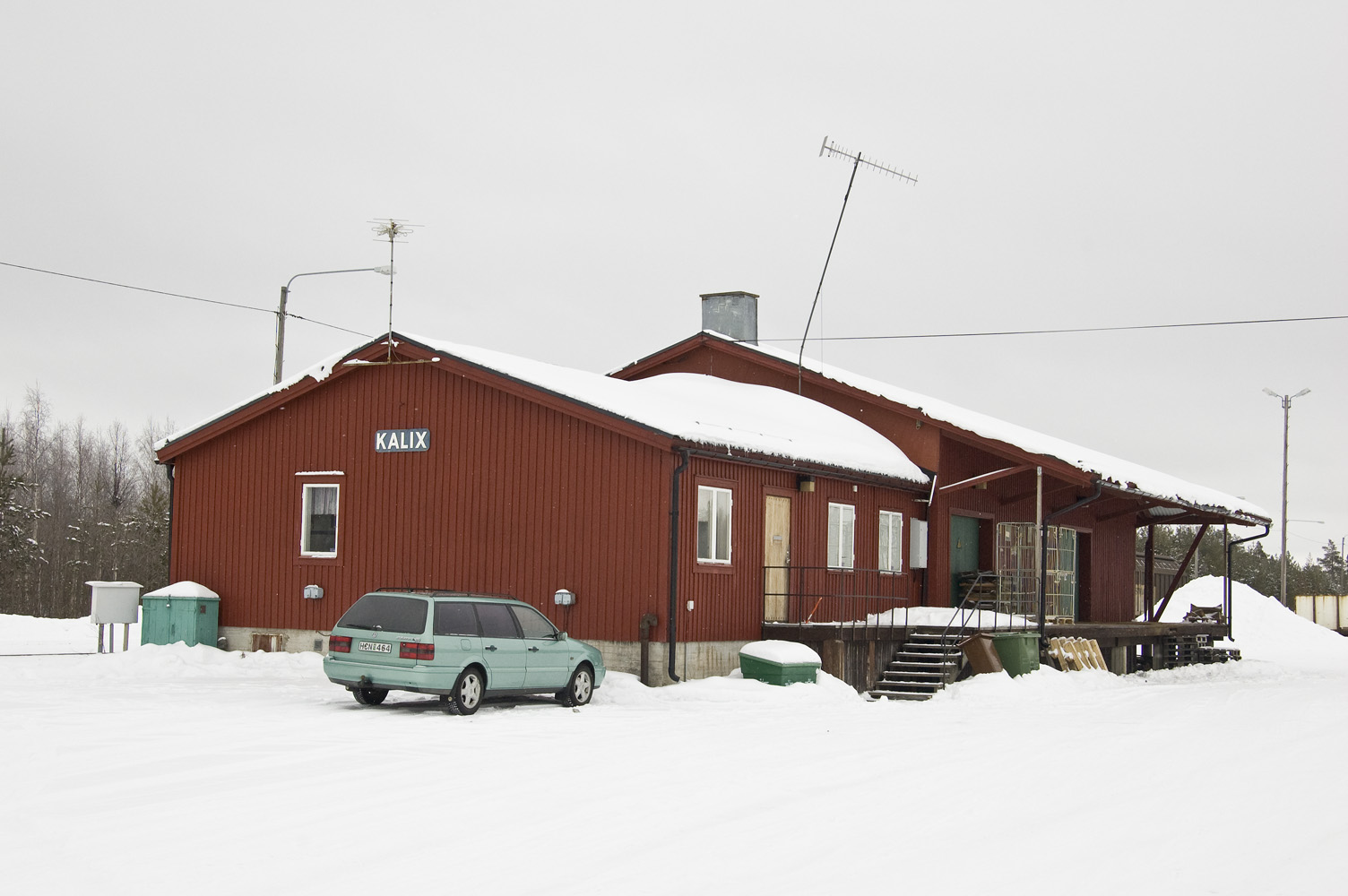
Bahnhof Kalix

Die holzverarbeitende Industrie in Karlsborg südlich von Kalix mit dem ursprünglich Karlsborgsbruk genannten Komplex von Sägewerk und Papierfabrik benötigte in den 1950er Jahren höhere Transportkapazitäten, um Rohholz abzutransportieren. Dazu kam die hohe Arbeitslosigkeit in Norrbotten, so dass der Bau der Zweigstrecke von Morjärv nach Kalix auch als Arbeitsmarktprojekt beschlossen wurde. Die Trassierung dieser Zweigbahn war bereits eine Variante bei den Planungen zur Haparandabahn gewesen, die aber letztendlich über Karungi geführt wurde. Die Verlängerung von Kalix nach Karlsborg wurde ursprünglich als Industrieanschluss von der späteren AssiDomän AB (heute Sveaskog), einem Hersteller von Wellpappe und Verpackungsmaterial in Staatsbesitz, dem die Papierfabrik in dieser Zeit gehörte, auf eigene Kosten errichtet.
Wichtigste Kunstbauten im Verlauf der Strecke sind der Falkberget-Tunnel mit 332 Metern Länge sowie die 186 Meter lange Brücke über Kalixälven. Die Einweihung der 30 Kilometer langen Strecke erfolgte am 20. November 1961 für den allgemeinen Güterverkehr. Zum gleichen Zeitpunkt wurde der Verkehr auf dem neun Kilometer langen Anschlussgleis nach Karlsborgsbruk aufgenommen.
Im Zusammenhang mit der Bildung von Banverket wurde die Betriebsführung des Privatanschlusses nach Karlsborgsbruk 1988 auf Banverket übertragen. Am 1. Januar 2007 endete der allgemeine Güterverkehr auf der Strecke. Seither fuhren hier nur noch Ganzzüge. Der Betrieb wurde bereits seit 2005 von der TGOJ durchgeführt, die die Züge mit Lokomotiven der Baureihen T66 und TMZ bespannte. Der Endpunkt der Strecke hieß nun Karlsborgsbruk Norrbotten, zwischenzeitlich trug er auch die Bezeichnungen Karlsborgsverken und Karlsborgsbruk.

## Besondere Ereignisse
Die Strecke wurde 1917 von Lenin benutzt, um mit Hilfe der Zentralmächte des Deutschen Reichs und Duldung der k.u.k. Monarchie aus seinem Exil in der Schweiz über Deutschland nach Russland zu gelangen, wo er in der Oktoberrevolution an die Macht kam.

## Nya Haparandabanan

### Sanierung
Die neue Haparandabahn wurde am 29. August 2012 eingeweiht. Ihre Trasse ist eingleisig, durchgehend elektrifiziert und für eine Achslast von 25 Tonnen ausgelegt. Da sie aus Mitteln der Europäischen Union gefördert wurde, ist die Bahnstrecke für den Betrieb mit ETCS Level 2 vorbereitet worden. Zunächst wurde die Strecke mit herkömmlicher Signaltechnik ausgerüstet, die nur Geschwindigkeiten bis 90 km/h zuließ. Am 16. Dezember 2013 ging ETCS Level 2 in Betrieb.
Die neue Strecke nutzt nahezu komplett die Trasse der Bahnstrecke Morjärv–Karlsborgsbruk. Kurz vor deren südlichem Ende in Bredviken zweigt sie auf einer 42 km langen Neubaustrecke nach Osten ab und erreicht erst kurz vor Haparanda wieder die alte Haparandabahn. Die neue Trasse ist weniger steigungs- und bogenreich als die alte. Im Neubauabschnitt wurden in Bredviken und Vuonoskogen Kreuzungsbahnhöfe errichtet. Dieser Abschnitt ist für 250 km/h ausgelegt, der Ausbauabschnitt zwischen Boden und Bredviken für bis zu 200 km/h.
Die neue Strecke hat 3,6 Milliarden Schwedische Kronen (etwa 420 Millionen Euro) gekostet. Im Verhältnis zu den Kosten, der Ausrüstung als Schnellfahrstrecke und der doppelten Signalisierung ist der Verkehr bescheiden: Es gibt ein werktägliches Güterzugpaar, das die Gesamtstrecke befährt. Dazu besteht Güterverkehr zwischen Boden und einer großen Papierfabrik bei Kalix. Der Güterverkehr wird von Green Cargo mit Lokomotiven der Baureihe Rd2ER durchgeführt. Personenverkehr besteht erst seit 2021.
Ursprünglich wurde verstärkter Verkehr nach und aus Russland sowie durch schwedische und finnische Industrieunternehmen wie zum Beispiel Stora Enso und Outokumpu (ehemals Avesta) erhofft. Geely, der chinesische Eigentümer von Volvo prüfte 2012 den Export von künftig in China produzierten Kraftfahrzeugen durch Russland, Finnland und Schweden über den  Hafen von Narvik (Norwegen) in die USA, diese Verbindung hätte die Bahnstrecke Boden–Haparanda genutzt.
Im März 2014 besetzte und annektierte Russland die Krim, wodurch der Ukrainekrieg begann, welcher am 24. Februar 2022 mit dem Überfall auf die Ukraine eskalierte. Dies belastet die Beziehungen vieler Staaten mit Russland und reduziert die Wahrscheinlichkeit, dass die Bahnstrecke zum Transport von Gütern von und nach Russland genutzt wird.

### Reisezugverkehr
Die schwedische Norrtåg plante seit 2011, den Personenverkehr auf dem schwedischen Abschnitt der Strecke wieder aufzunehmen. Dazu sollte der Streckenabschnitt Luleå–Haparanda von täglich fünf Zugpaaren befahren werden, wofür eine Reisezeit von 1:45 Stunden geplant war. Für die Kalkulation wurden die Werte der Triebzugbauart X62 herangezogen. Die Aufnahme des Personenverkehrs auf der Strecke wäre Anfang 2014 realistisch gewesen, wenn bis zu diesem Zeitpunkt die Strecke komplett elektrifiziert gewesen wäre.
Am 1. Oktober 2016 führte Norrtåg in Zusammenarbeit mit Tågkompaniet versuchsweise drei publikumsoffene Versuchsfahrten durch. Die finnische Seite will den Personenverkehr auf ihrem drei Kilometer langen nicht elektrifizierten Abschnitt nicht wieder aufnehmen. Norrtåg hoffte, dass nach der Eröffnung der neuen Pendelzuglinie Boden–Luleå im August 2017 eine Weiterführung nach Haparanda 2018 realistisch wäre. Seit dem 31. März 2019 befährt Norrtåg den Streckenabschnitt zwischen Luleå und Boden mit Pendelzügen. Von Montag bis Freitag verkehren sechs Zugpaare.
Die regionale Verkehrsbehörde in Norrbotten hat in Absprache mit der Region Norrbotten und den betroffenen Gemeinden beschlossen, den Personenverkehr auf dem Abschnitt Luleå–Haparanda im Frühjahr 2021 wieder aufzunehmen. Dafür mussten in Kalix und Haparanda neue Bahnsteige gebaut werden. In Haparanda wurden die Bahnsteige am bisherigen Bahnhof gebaut, während in Kalix ein neues Reisezentrum näher am Zentrum errichtet wurde, an dem auch der neue Busbahnhof eingerichtet wurde. Die Gemeinde Kalix investierte für den Ausbau 14 Mio. SEK, die schwedische Agentur für wirtschaftliches und regionales Wachstum (Tillväxtverket) gewährte Unterstützung in Höhe von 12,8 Mio. SEK und Trafikverket steuerten 5,2 Mio. SEK für die Maßnahmen in Kalix bei.
Seit dem 1. April 2021 befährt Norrtåg mit drei täglichen Zugpaaren die Strecke Boden C – Haparanda mit Halt in Kalix C, teilweise durchgehend von und nach Luleå. Die Fahrzeit zwischen Boden und Haparanda beträgt knapp 90 Minuten. In Morjärv halten keine Reisezüge, da es keinen Bahnsteig gibt, der den geltenden Zugangsanforderungen und den heutigen Baustandards entspricht. Es erfolgt vorerst keine Anpassung des Signalsystems ERTMS. Im Bahnhofsbereich wären Zufahrten und Parkplätze anzupassen. Zur Einrichtung des Personenhaltes findet eine Studie statt.

## Finnischer Anschluss

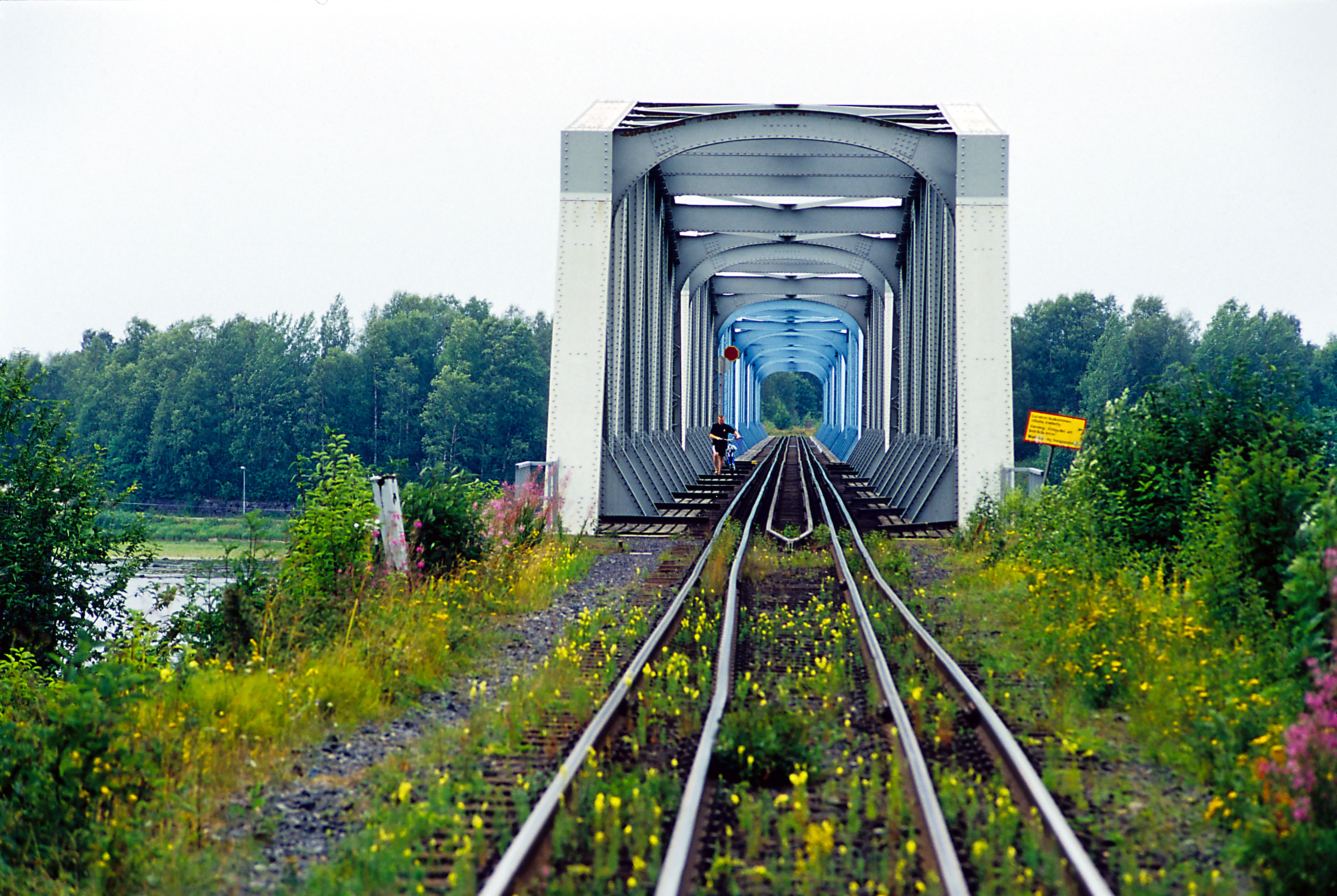
Vierschienengleis auf der Brücke über den Torne älv

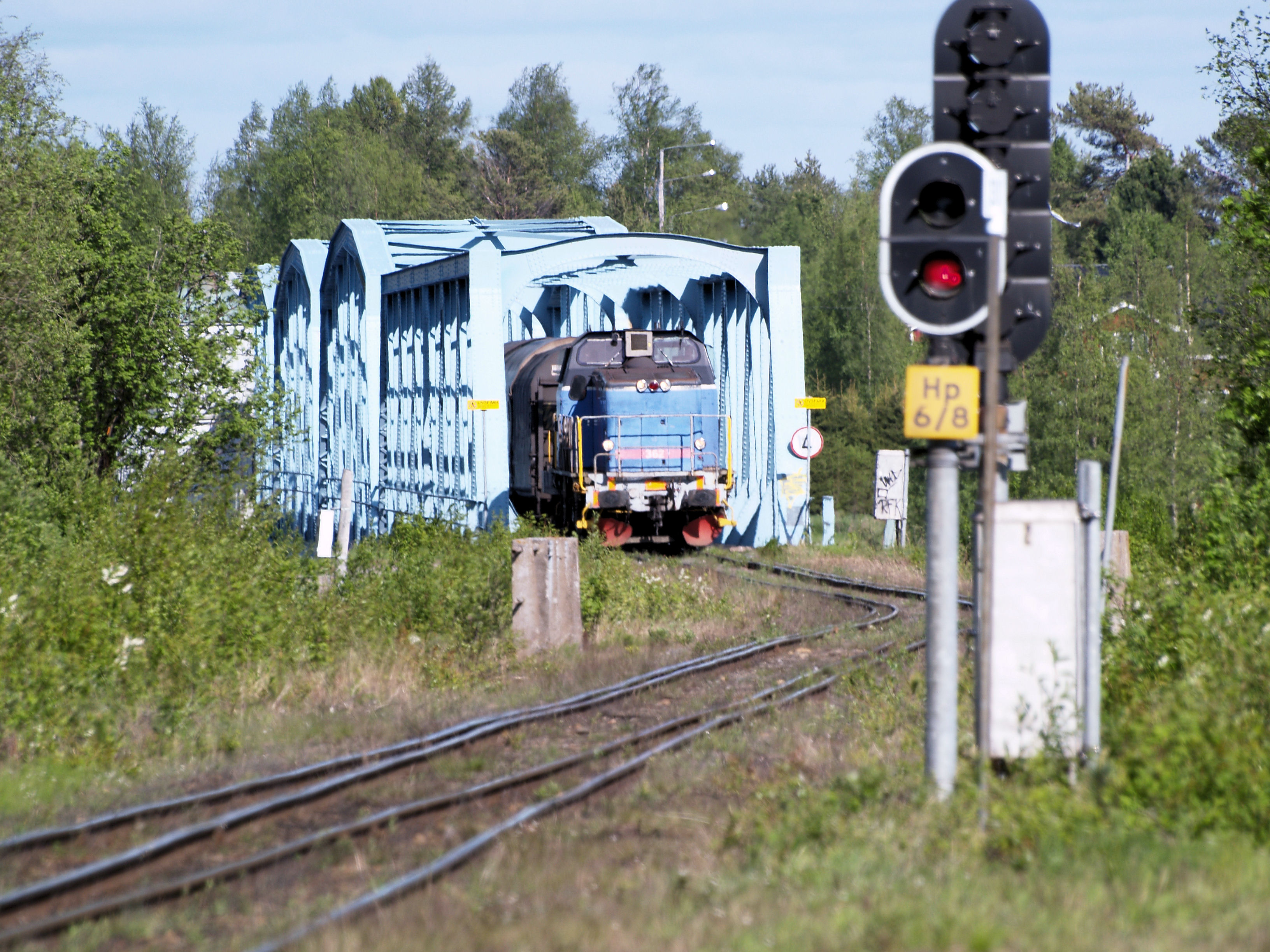
Ein schwedischer, normalspuriger Zug verlässt soeben die Eisenbahnbrücke über den Torne älv, um gleich danach in den Bahnhof von Haparanda einzufahren

### Eisenbahninfrastruktur
Die Strecke ist die einzige Bahnverbindung zwischen Schweden und Finnland. Das finnische Eisenbahnnetz ist in Breitspur (1524 mm) gebaut, während das schwedische die Normalspur (1435 mm) verwendet. Zwischen dem schwedischen Grenzbahnhof Haparanda und dem finnischen Grenzbahnhof Tornio liegt ein Vierschienengleis, das über die Eisenbahnbrücke über den Fluss Torne älv führt.
Außerdem ist zu berücksichtigen, dass Tornio und Haparanda in verschiedenen Zeitzonen liegen: In Finnland gilt die Osteuropäische Zeit, während die Uhren in Schweden nach MEZ gestellt werden.

### Geschichte
Der Bahnhof in Tornio wurde bereits am 16. Oktober 1903 eröffnet, als die Strecke von Oulu hier ihren Endbahnhof erreichte. Für Personen und Gepäck wurde der Torne älv zwischen Haparanda und Tornio mit Booten überquert. Der Verkehr nahm in den Kriegsjahren des Ersten Weltkrieges enorm zu, vor allem als der provisorische Bahnbetrieb auf schwedischer Seite aufgenommen wurde. Zu diesem Zeitpunkt wurde die Flussquerung für Güter und Personen von Karungi hierher verlegt. Für den Posttransport wurde 1916 von Postverket eine Seilbahn über den Fluss gebaut. Die Strecke Haparanda–Charlottenberg–Bergen war eine Zeitlang die Hauptverbindung zwischen England und Russland. Zwischen Mai 1916 und Februar 1917 verkehrte ein direkter Schlafwagen zwischen Haparanda und Bergen mit Anschluss an die Schiffsverbindung Bergen–Newcastle.
Ein besonderer und für die schwedische Eisenbahngeschichte beispielloser Transport wurde Anfang 1917 durchgeführt, als der Hofzug der russischen Zarenwitwe Maria Fjodorowna über den Torne älv nach Tornio gebracht wurde. Nach sorgfältiger Messung der Eisdicke wurden Schienen und Schwellen gelegt und dann mit einer Rangierlokomotive immer zwei Wagen von Schweden nach Finnland gebracht. Die Wagen hatten veränderliche Spurkränze, damit sie auf beiden Spurweiten fahren konnten. Der Hofzug befand sich bei Ausbruch des Ersten Weltkriegs 1914 in Dänemark, dem Geburtsland der Kaiserin. Maria Fjodorowna reiste über Karungi nach Hause, während ihr Zug in Dänemark bleiben musste, da die einzige Schienenverbindung nach Russland über das Territorium des russischen Kriegsgegners Deutschland führte. Der Hofzug bestand aus insgesamt acht Wagen: Salon- und Schlafwagen, je einem Küchen-, Stromversorgungs- und Personalwagen.
Am 1. April 1919 wurde die Strecke Haparanda–Torneå provisorisch für den Güterverkehr und am 7. Oktober für den allgemeinen Verkehr eröffnet.
Am 29. Mai 1988 beendeten die Finnischen Staatsbahnen (VR) den Reisezugverkehr zwischen Tornio und Haparanda; die SJ befuhr den Abschnitt noch bis 17. August 1992 mit Personenzügen. Seither verkehren planmäßig nur Güterzüge zwischen Tornio und Haparanda.

### Heutiger Betrieb
Güterwagen werden in den Grenzbahnhöfen in der Regel nicht umgespurt, sondern die Güter umgeladen. Dies geschieht heute nach Warengattung getrennt in Haparanda oder Tornio. In Haparanda befindet sich die Umladeanlage für gedeckte Güterwagen (vor allem für Papier und Cellulose) sowie eine große Freiverladeanlage. In Tornio sind ein Containerterminal und eine Umladeanlage für flüssige Stoffe vorhanden. Seit 2016 befährt ein Güterzugpaar pro Tag die Strecke.
Am 29. Mai 2022 wurde erstmals ein Güterzug von Narvik über Haparanda und Tornio nach Finnland mit Ziel China gefahren. Ladegut waren mit Ferrosilicium beladene Container der Firma Finnfjord mit Sitz in Finnsnes. Für den Gesamttransport zeichnet Nurminen Logistics in Helsinki verantwortlich, die den Transport ohne Berührung von Russland über Polen, Rumänien, Aserbaidschan und Kasachstan nach China bringt.
Der Zug wird nach der Zusammenstellung in Narvik durch Rangierlokomotiven der Reihe Skd 226 bis Boden durch die norwegische CargoNet befördert. Dort übernimmt Hector Rail mit der Baureihe 243 die Beförderung weiter nach Tornio, wobei die Vectron-Lokomotive den nicht elektrifizierten Streckenabschnitt über die Grenze von Haparanda über das Vierschienengleis nach Tornio mit Dieselmotor befährt. Nach dem Umschlag der Container auf Breitspurwagen in Tornio ist VR Transpoint für die Weiterbeförderung nach Helsinki zuständig. Geplant sind zwei bis drei Züge im Monat.
Im November 2022 wurde im Bahnhof Tornio ein Gleis für den Wechsel von Drehgestellen in Betrieb genommen. Auf dem Gleisabschnitt können sechs Wagen gleichzeitig durch Drehgestellwechsel umgespurt werden, so dass verschiedene Güter nicht mehr umgeladen werden müssen. Die Kosten für die von Väylävirasto errichtete Infrastruktur betrugen 1,2 Mio. Euro.

## Zukunftsplanung

### Ausbau
Die finnische Eisenbahnverwaltung Trafikledsverket /  Väylävirasto plant, die Strecke Laurila–Tornio—Haparanda aufzurüsten, sobald die Finanzierung gesichert ist. Damit sollen die Wirtschaftlichkeit des Bahnnetzes, die Wettbewerbsfähigkeit der Industrie verbessert und zusätzlich der Reisezugverkehr zwischen Finnland und Schweden als Teil des transeuropäischen TEN-T-Kernnetzes ermöglicht werden. Dazu wird der Streckenabschnitt zwischen Kemi und Haparanda mit Unterstützung der Europäischen Union elektrifiziert. Ferner werden die erforderlichen Sicherheitsvorrichtungen ausgebaut, Verbesserungen an den Brücken an der Strecke vorgenommen, die Zugänge für Reisende in Tornio erneuert und die Bahnübergänge zwischen Laurila und der Grenze gesichert.
Nach dem Zeitplan von 2021 hätte mit dem Bau frühestens Ende 2022 begonnen werden können, die meisten Arbeiten wurden für die Jahre 2023 und 2024 geplant. Die Maßnahme Laurila–Torneå–Haparanda wird als Gemeinschaftsprojekt der finnischen Eisenbahnverwaltung Trafikledsverket / Väylävirasto, der Huoltovarmuuskeskus / Försörjningsberedskapscentralen (Zentrum für Versorgungssicherheit) und dem schwedischen Trafikverket durchgeführt. Die geschätzten Kosten belaufen sich auf 24 Mio. Euro, wovon sich Trafikledsverket /  Väylävirasto und Huoltovarmuuskeskus / Försörjningsberedskapscentralen mit je 10 Mio. Euro und der schwedische Staat mit 4 Mio. Euro beteiligen. Für die Konzeption wurde eine Unterstützung durch Connecting Europe Facility (CEF) gewährt.

### Umbau
Der Umbau des finnischen Bahnnetzes auf Normalspur mit einer Spurweite von 1435 mm wurde 2022 von der EU-Kommission erstmals vorgeschlagen, was allerdings zu diesem Zeitpunkt in Finnland als unmöglich angesehen wurde. Durch die politischen Veränderungen wurden die Planungen wieder aufgenommen.
Der finnische Abschnitt der Strecke würde auf Normalspur umgespurt werden und als Normalspurstrecke bis Oulu und Raahe weitergeführt.
Die europäische Spurweite würde zivilen und militärischen Transporten zugutekommen und den Transfer von Truppen und Gütern beschleunigen. Ferner könnten europäische Eisenbahngesellschaften mit eigenen Fahrzeugen nach Finnland fahren. Hintergrund ist auch der Beitritt von Finnland zur NATO und die Möglichkeit einer Mitfinanzierung der Maßnahme durch die NATO aus militärstrategischen Gründen.
Im Hinblick auf die Versorgungssicherheit hält Finnland zudem eine weitere Bahnverbindung nach Schweden für wichtig. Eine Verlängerung der 2024 in Kolari endenden Strecke nach Kiruna würde bedeuten, dass der Hafen von Narvik erreicht werden könnte. Die Strecke würde dem zivilen und militärischen Verkehr dienen. Im Endausbau wäre ein direkter Nachtzugverkehr von Oulu nach Mitteleuropa möglich. Der Güterverkehr würde von der Änderung am meisten profitieren, da Container in Haaparanta nicht umgeladen werden müssten.
Zahlreiche Container werden von finnischen Unternehmen mit Lkw nach Umeå gebracht, von wo ein regelmäßiger Containerzug zum Hafen von Göteborg fährt. Bereits ab dem Sommer 2024 soll der Zuglauf bis Haaparanta verlängert werden und die Verladung dort stattfinden.